# Sylvia Kristel

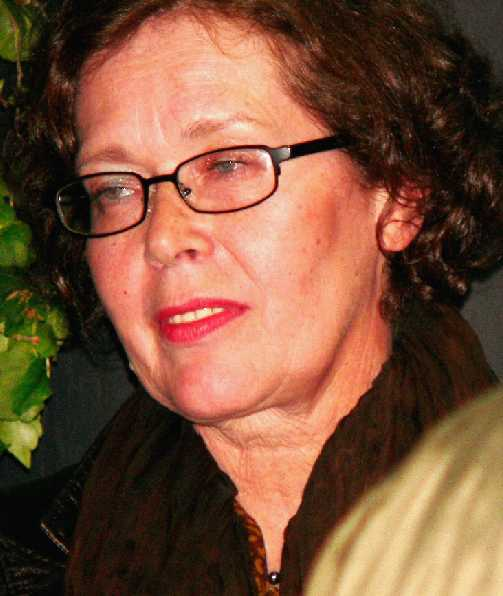
Sylvia Kristel (2009)

Sylvia Maria Kristel (Utrecht, 28 de setembre de 1952 - Amsterdam, 17 d'octubre de 2012) fou una model, cantant i actriu neerlandesa. Va assolir la fama pel seu paper a la pel·lícula francesa Emmanuelle (1974). Va ser parella dels escriptors belgues Hugo Claus i Freddy de Vree. Va morir d'un càncer d'esòfag que patia des del 2001.

## Filmografia seleccionada
- 1973: Frank en Eva
- 1974: Julia et les hommes
- 1974: Emmanuelle de Just Jaeckin
- 1974: Un linceul n'a pas de poches de Jean-Pierre Mocky
- 1974: Le jeu avec le feu de Alain Robbe-Grillet
- 1975: Emmanuelle 2: l'antivierge
- 1976: Alice ou la dernière fugue de Claude Chabrol
- 1976: Une femme fidèle de Roger Vadim
- 1976: René la canne de Francis Girod
- 1976: La marge de Walerian Borowczyk
- 1977: Good Bye Emmanuelle de François Leterrier
- 1979: La màscara de ferro
- 1979: The Concorde - Airport ' 79
- 1981: Les machines diaboliques de François Villiers
- 1981: L'amant de Lady Chatterley (Lady Chatterley's Lover) de Just Jaeckin
- 1981: Private Lessons
- 1985: Mata Hari de Curtis Harrington
- 1987: Emmanuelle au 7ème ciel
- 1999: An Amsterdam tale
- 2001: Sexy Boys de Stéphane Kazandjian
- 2001: Forgive me de Cyrus Frisch